# Vrydagzynea guppyi
Vrydagzynea guppyi är en orkidéart som beskrevs av Rudolf Schlechter. Vrydagzynea guppyi ingår i släktet Vrydagzynea och familjen orkidéer. Inga underarter finns listade i Catalogue of Life.